# Calore in provincia
Calore in provincia è un film del 1975 diretto da Roberto Bianchi Montero.

## Trama
Ciccio Zannone, un ometto insignificante ma che ha molto successo con le donne, vuole unirsi alla "famiglia" di Don Calogero Lentini, il boss mafioso di una piccola città siciliana. Sfrutta abilmente alcune circostanze che gli hanno dato un immeritato prestigio e si propone come intermediario per risolvere una trattativa per la cessione di un terreno.

## Produzione
Il titolo di lavorazione era Mafioso di paglia, titolo del soggetto sviluppato da Antonio De Donno. I produttori cambiarono il titolo in seguito al grande successo economico del film Calore di Paul Morrissey, inducendo il pubblico a crederlo un film erotico anziché comico.

### Luoghi delle riprese
Gli esterni sono stati girati nella provincia di Lecce, quasi totalmente nel comune di Poggiardo; altri luoghi utilizzati per le riprese sono Castro, Cala dell’Acquaviva nel comune di Marina di Marittima e Maglie (nell'ultima scena di fronte alla chiesa della Madonna Addolorata).

## Distribuzione
Il film venne vietato ai minori di 18 anni.
Nel 2018, in occasione della distribuzione in DVD, la commissione di revisione cinematografica eliminò ogni divieto di visione.

## Accoglienza

### Incasso
Il film incassò 129 milioni di lire al botteghino.

### Critica
(David Grieco, l'Unità, 3 ottobre 1975)